# The Tom and Jerry Show (1975)
The Tom and Jerry Show, também conhecido como The New Tom and Jerry Show (no Brasil: O Novo Festival Tom e Jerry), é uma série de televisão animada produzida para as manhãs de sábado pela Hanna-Barbera Productions em associação com a Metro-Goldwyn-Mayer Television em 1975 para o canal ABC com base nos curtas cinematrográficos. Esta série marcou a primeira vez que Tom e Jerry apareceram em desenhos animados produzidos exclusivamente para a televisão.
Ao contrário das demais séries nesta versão Tom e Jerry são amigos e frequentemente estão envolvidos em aventuras juntos semelhante a outros desenhos da época como Zé Colmeia ou Scooby-Doo. Ela já foi transmitida no Brasil pelo programa do Bozo nos anos 80, porém a série nunca voltou a ser reprisada pelo canal depois dos anos 90 e em Portugal foi emitida na RTP.

## Queda de audiências
Ao contrário das curtas produzidas entre 1940 e 1967, a série não teve êxito, isto devido ao facto de não ter a violência e a rivalidade que tinham antes e por causa disso foram lançados para à televisão apenas 16 episódios. 
O motivo da série ser mais leve do que as antecessóras era devido ao facto de nessa época (décadas de 70 e 80), ter havido um tratado para que não fosse feita tanta violência e que o politicamente incorreto (drogas e racismo) já fossem evitados em desenhos animados.